# Odyssud
Odyssud est un espace culturel pluridisciplinaire, de la commune Blagnac. Il reçoit le soutien du département de la Haute-Garonne, de la région Occitanie et du Ministère de la Culture (France).

## Accès
Odyssud est desservie par la ligne T1 du tramway de Toulouse station Odyssud-Ritouret.

## Espace culturel pluridisciplinaire
Il regroupe divers espaces essentiellement culturels et artistiques
- 2 salles de spectacles 
  - une salle de 1040 places (fermée en 2020 pour rénovation, sa réouverture est prévue pour 2027[2],[3].)
  - un petit théâtre de 180 places dédié aux spectacles pour le jeune public (le Petit Théâtre Saint-Exupère)
- Un auditorium de 100 places
- Une salle d’exposition de 240 m2
- Odyssud abrite les services culturels, la médiathèque et la ludothèque de la Ville de Blagnac

## Histoire
Créé en 1988, Odyssud est l’un des plus grands équipements culturels de la région Occitanie.
Une voix dix doigts récital de Claude Nougaro y fut enregistré en septembre 1991.
En 2017, Odyssud est considéré comme une des salles les plus fréquentées de France. Derrière l'Opéra de Paris, le Théâtre national de Chaillot, la salle Pleyel ou la Maison de la danse à Lyon.
Les directeurs depuis son ouverture :
- Henri Lhong de 1988 à 1993;
- Thierry Carlier de 1994 à 1999;
- Emmanuel Gaillard de 2000 à 2022;
- Henri Dalem, à partir de 2023.

## Événements, festivals, artistes en résidence
- Odyssud a porté et accompagné de nombreux événements et festivals depuis son ouverture : Méditerranées, les Méridiennes Cuba, Carmen, Chroniques de Danse, Corpus, Monik, Novelum, Venise Baroque, Festival de Cultures Urbaines, trophée Olympic, etc.  Aujourd'hui, deux festivals ponctuent la saison : les rencontres des musiques anciennes et baroques et le festival Luluberlu dédié au jeune public.
- Odyssud accueille de nombreuses résidences de création et deux résidences permanentes: 
  1. Eole, collectif de musique active (en résidence depuis 1998), studio de création et d'expérimentation axé sur les écritures musicales contemporaines. Direction Pierre Jodlowski et Bertrand Dubedout [5]
  2. Les Elements (en résidence à Odyssud depuis 2001) chœur de chambre Les Éléments et Archipels, atelier vocal des Eléments. Direction Joël Suhubiette [6]